# Partidul Socialist Muncitoresc Spaniol
Partidul Socialist Muncitoresc Spaniol  (spaniolă Partido Socialista Obrero Español, PSOE) este un partid politic social-democrat din Spania. În spectrul politic se situează în centru-stânga. Acesta a condus țară în perioada 1982-1996, 2004-2011 și 2018-prezent.

## Rezultate electorale

### În timpul Restaurației și Republicii
| Parlamentul din timpul Restaurației (1876–1923) Parlamentul Republicii (1931–1939) |                           |               |           |     |                      |
| Alegeri                                                                            | Candidat lider            | Coaliție      | Locuri    | +/– | Statut               |
| 1907                                                                               | Pablo Iglesias Posse      | Fără          | 0 / 404   | 0   | Extraparlamentar     |
| 1910                                                                               | Pablo Iglesias Posse      | În cadrul CRS | 1 / 404   | 1   | Opoziție             |
| 1914                                                                               | Pablo Iglesias Posse      | În cadrul CRS | 1 / 408   | 0   | Opoziție             |
| 1916                                                                               | Pablo Iglesias Posse      | În cadrul CRS | 1 / 409   | 0   | Opoziție             |
| 1918                                                                               | Pablo Iglesias Posse      | În cadrul AI  | 6 / 409   | 5   | Opoziție             |
| 1919                                                                               | Pablo Iglesias Posse      | În cadrul CRS | 6 / 409   | 0   | Opoziție             |
| 1920                                                                               | Pablo Iglesias Posse      | Fără          | 4 / 409   | 2   | Opoziție             |
| 1923                                                                               | Pablo Iglesias Posse      | Fără          | 7 / 409   | 3   | Opoziție             |
| 1931                                                                               | Francisco Largo Caballero | În cadrul CRS | 116 / 470 | 109 | Coaliție (1931–1933) |
| 1931                                                                               | Francisco Largo Caballero | În cadrul CRS | 116 / 470 | 109 | Opoziție (1933)      |
| 1933                                                                               | Francisco Largo Caballero | Fără          | 59 / 473  | 57  | Opoziție             |
| 1936                                                                               | Indalecio Prieto          | În cadrul FP  | 99 / 473  | 40  | Opoziție (1936)      |
| 1936                                                                               | Indalecio Prieto          | În cadrul FP  | 99 / 473  | 40  | Coaliție (1936–1939) |

### Cortes Generales
| Cortes Generales | Cortes Generales | Cortes Generales      | Cortes Generales      | Cortes Generales      | Cortes Generales      | Cortes Generales | Cortes Generales | Cortes Generales      |
| An electoral     | Partid           | Congresul Deputaților | Congresul Deputaților | Congresul Deputaților | Congresul Deputaților | Senat            | Senat            | Rezultat              |
| An electoral     | Partid           | # din voturi          | % din voturi          | # din locuri          | +/–                   | # din locuri     | +/–              | Rezultat              |
| ---------------- | ---------------- | --------------------- | --------------------- | --------------------- | --------------------- | ---------------- | ---------------- | --------------------- |
| 1977             | PSOE             | 5.371.866             | 29,3 (#2)             | 118 / 350             |                       | 54 / 207         |                  | în opoziție           |
| 1979             | PSOE             | 5.469.813             | 30,4 (#2)             | 121 / 350             | ▲ 3                   | 69 / 208         | ▲15              | în opoziție           |
| 1982             | PSOE             | 10.127.392            | 48,1 (#1)             | 202 / 350             | ▲ 81                  | 134 / 208        | ▲65              | la guvernare          |
| 1986             | PSOE             | 8.901.718             | 44,1 (#1)             | 184 / 350             | ▼ 18                  | 124 / 208        | ▼10              | la guvernare          |
| 1989             | PSOE             | 8.115.568             | 39,6 (#1)             | 175 / 350             | ▼ 9                   | 107 / 208        | ▼17              | la guvernare          |
| 1993             | PSOE             | 9.150.083             | 38,8 (#1)             | 159 / 350             | ▼ 16                  | 96 / 208         | ▼11              | la guvernare          |
| 1996             | PSOE             | 9.425.678             | 37,6 (#2)             | 141 / 350             | ▼ 18                  | 81 / 208         | ▼15              | în opoziție           |
| 2000             | PSOE             | 7,.918.752            | 34,2 (#2)             | 125 / 350             | ▼ 16                  | 60 / 208         | ▼21              | în opoziție           |
| 2004             | PSOE             | 11.026.163            | 42,6 (#1)             | 164 / 350             | ▲ 39                  | 89 / 208         | ▲29              | la guvernare          |
| 2008             | PSOE             | 11.289.335            | 43,9 (#1)             | 169 / 350             | ▲ 5                   | 96 / 208         | ▲7               | la guvernare          |
| 2011             | PSOE             | 7.003.511             | 28,8 (#2)             | 110 / 350             | ▼ 59                  | 54 / 208         | ▼42              | în opoziție           |
| 2015             | PSOE             | 5,545,315             | 22,0 (#2)             | 90 / 350              | ▼20                   | 47 / 208         | ▼7               | în opoziție           |
| 2016             | PSOE             | 5,443,846             | 22,6 (#2)             | 85 / 350              | ▼5                    | 43 / 208         | ▼4               | în opoziție           |
| Aprilie 2019     | PSOE             | 7,513,142             | 28,6 (#1)             | 123 / 350             | ▲38                   | 123 / 208        | ▲81              | la guvernare          |
| Noiembrie 2019   | PSOE             | 6,792,199             | 28,0 (#1)             | 120 / 350             | ▼3                    | 93 / 208         | ▼30              | Coaliție (PSOE–UP)    |
| 2023             | PSOE             | 7,760,970             | 31.70 (#2)            | 122 / 350             | ▲ 2                   | 72 / 208         | ▼21              | Coaliție (PSOE–Sumar) |

### Parlamentul European
| Parlamentul European |                             |           |            |         |     |
| Alegeri              | Lider candidat              | Voturi    | %          | Locuri  | +/– |
| 1987                 | Fernando Morán              | 7,522,706 | 39.06 (#1) | 28 / 60 | —   |
| 1989                 | Fernando Morán              | 6,275,552 | 39.57 (#1) | 27 / 60 | 1   |
| 1994                 | Fernando Morán              | 5,719,707 | 30.79 (#2) | 22 / 64 | 5   |
| 1999                 | Rosa Díez                   | 7,477,823 | 35.33 (#2) | 24 / 64 | 2   |
| 2004                 | Josep Borrell               | 6,741,112 | 43.46 (#1) | 25 / 54 | 1   |
| 2009                 | Juan Fernando López Aguilar | 6,141,784 | 38.78 (#2) | 23 / 54 | 8   |
| 2014                 | Elena Valenciano            | 3,614,232 | 23.01 (#2) | 14 / 54 | 9   |
| 2019                 | Josep Borrell               | 7,369,789 | 32.86 (#1) | 21 / 59 | 7   |

## Lideri
Secretarul general este șeful partidului precum și șeful său parlamentar.
| Președinte                | Mandat       |
| ------------------------- | ------------ |
| Pablo Iglesias            | 1879–1925    |
| Julián Besteiro           | 1925–1931    |
| Remigio Cabello           | 1931–1932    |
| Francisco Largo Caballero | 1932–1935    |
| Indalecio Prieto          | 1935–1948    |
| Trifón Gómez              | 1948–1955    |
| Vacant                    | 1955–1964    |
| Pascual Tomás             | 1964–1967    |
| Ramón Rubial              | 1967–1970    |
| In exile                  | 1970–1976    |
| Ramón Rubial              | 1976–1999    |
| Manuel Chaves             | 1999–2012    |
| José Antonio Griñán       | 2012–2014    |
| Micaela Navarro           | 2014–2016    |
| Cristina Narbona          | 2017–prezent |

| Secretar General             | Mandat                  |
| ---------------------------- | ----------------------- |
| Ramón Lamoneda               | 1936–1944               |
| Rodolfo Llopis               | 1944–1972               |
| În exil                      | 1972–1974               |
| Felipe González              | 1974–1997               |
| Joaquín Almunia              | 1997–2000               |
| José Luis Rodríguez Zapatero | 2000–2012               |
| Alfredo Pérez Rubalcaba      | 2012–2014               |
| Pedro Sánchez                | 2014–2016; 2017–prezent |

| Vicesecretar General | Mandat       |
| -------------------- | ------------ |
| Alfonso Guerra       | 1979–1997    |
| Vacant               | 1997–2008    |
| Pepe Blanco          | 2008–2012    |
| Elena Valenciano     | 2012–2014    |
| Vacant               | 2014–2017    |
| Adriana Lastra       | 2017–2022    |
| María Jesús Montero  | 2022–prezent |

| Prim-minștrii Spaniei        | Mandat       |
| ---------------------------- | ------------ |
| Francisco Largo Caballero    | 1936–1937    |
| Juan Negrín López            | 1937–1939    |
| Felipe González              | 1982–1996    |
| José Luis Rodríguez Zapatero | 2004–2011    |
| Pedro Sánchez                | 2018–prezent |

## Membri notabili
- Felipe González
- Manuel Chaves González
- Alfonso Guerra
- Rodolfo Llopis
- Juan Negrín
- Pablo Iglesias Posse
- Indalecio Prieto
- Ramón Rubial
- Javier Solana
- José Luis Rodríguez Zapatero